# 瓦康 (明尼蘇達州)
瓦康（英語：Wahkon）是一個位於美國明尼蘇達州密爾湖縣的城市。

## 人口
根據2020年美國人口普查的數據，瓦康的面積為2.50平方千米，當中陸地面積為2.48平方千米，而水域面積為0.02平方千米。當地共有人口235人，而人口密度為每平方千米94人。